# Wolfgang Beltracchi
Wolfgang Beltracchi (prononcé à l'italienne, /bel.tra.ki/), né Wolfgang Fischer le 4 février 1951 à Höxter, est un peintre, sculpteur et faussaire allemand. Il est connu pour avoir imité et vendu pendant plus de trente ans, avec sa femme, des tableaux de grands maîtres, ce qui a valu aux époux Beltracchi d'être surnommés les « Bonnie and Clyde de l'art » dans les médias.

## Biographie
Wolfgang Fischer est le fils d’un restaurateur de tableaux et peintre d'église et d’une enseignante. Dès son enfance, son père lui apprend l’art de la peinture. Constatant les progrès de Wolfgang alors âgé de 14 ans, son père le met au défi de reproduire une oeuvre de Picasso. Le jeune peintre se révéla talentueux puisqu'il imita Picasso à la perfection, à la stupéfaction de son père.
Il étudie de 1969 à 1973 à l’académie des beaux-arts d’Aix-la-Chapelle. Ensuite, il abandonne ses études et commence une vie nomade dans toute l’Europe et l’Afrique du Nord en adoptant l’esprit du mouvement contre-culturel hippie qui se développait justement en Occident à cette époque. Le mouvement hippie prône l’antiautoritarisme et l’ouverture d’esprit, ce qui correspond à la manière de vivre du peintre.
Dans les années 1980, Wolfgang Beltracchi commence à créer des contrefaçons. En 1992 il fait la connaissance de sa femme, Hélène Beltracchi, dont il adopte le nom en 1993 à la faveur de leur mariage. C'est à la suite de la rencontre avec sa femme que l'artiste atteint le pic de sa carrière.
Pendant des dizaines d’années, Beltracchi peint des toiles de maître certifiées en tant qu’œuvres authentiques par les experts respectifs de chaque peintre. Beaucoup de ses œuvres, célébrées par la presse pour leur exceptionnelle qualité picturale, sont vendues plusieurs millions d'euros lors d’enchères internationales, Hélène Beltracchi s'occupant de leur commercialisation.
En 2010, une analyse de pigments du Tableau rouge avec chevaux (Rotes Bild mit Pferden) à la manière d’Heinrich Campendonk de 1914, révèle un blanc de titane qui n'a été utilisé qu’après 1920. Cette erreur qui provoque la chute des Beltracchi est probablement due à son utilisation d'ustensiles « pollués » sur lesquels il y avait des traces de blanc de titane dans des tubes de blanc de zinc. Wolfgang et Hélène Beltracchi sont arrêtés par la police dans leur résidence de Fribourg (Allemagne), le 27 août 2010.

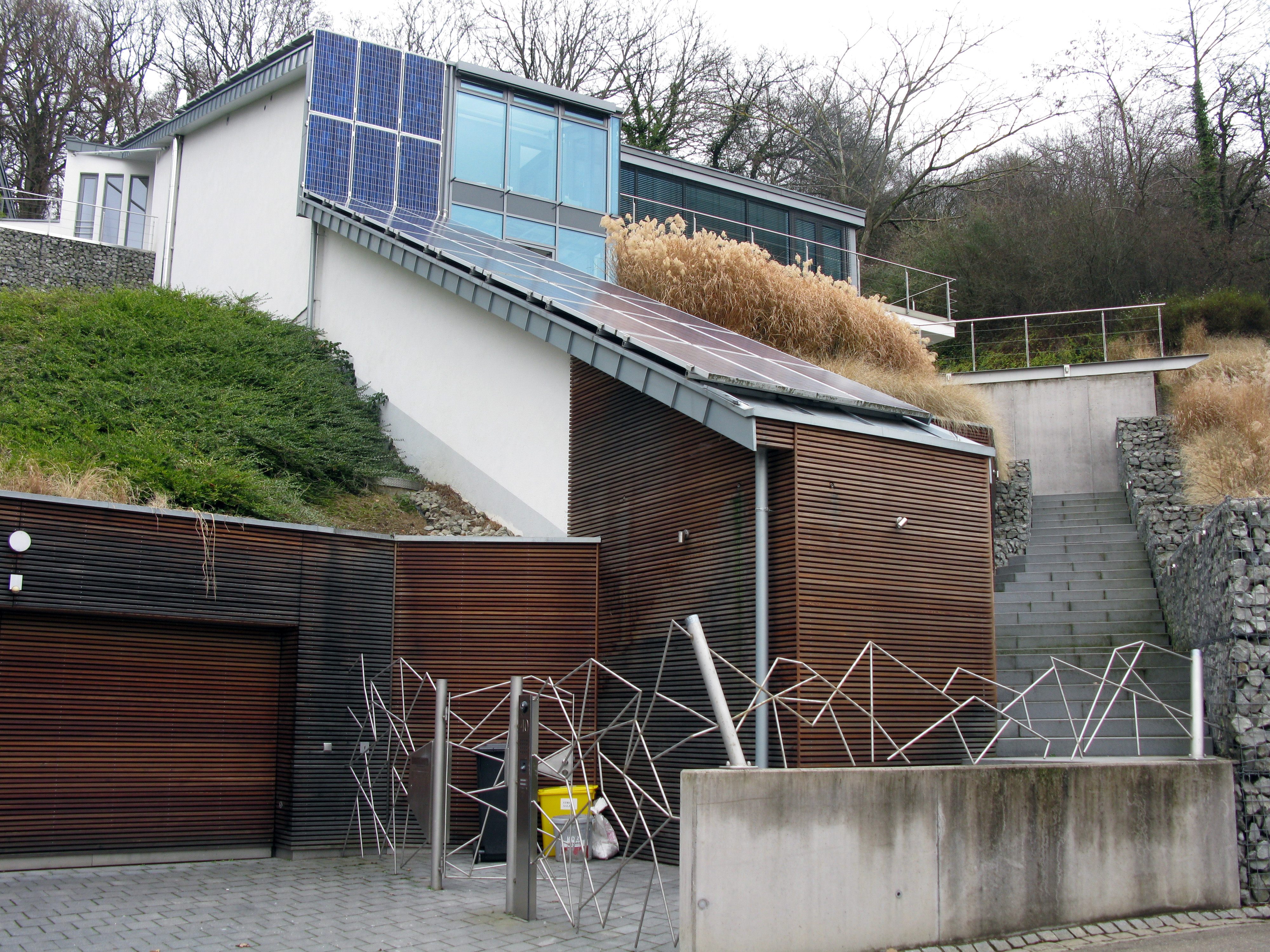
Résidence des époux Beltracchi à Fribourg

Pendant le procès, Beltracchi admet qu'il a peint et vendu trois cents faux tableaux de cent peintres différents et qu'il a commencé ses contrefaçons dès ses études. La plupart de ces tableaux n'ont toujours pas été découverts.
Beltracchi est condamné par la justice allemande à six ans de réclusion pour avoir vendu des centaines de faux d'artistes renommés comme Ernst, Campendonk, Léger et van Dongen. Il est également condamné à rembourser 20 millions d'euros aux acheteurs floués,,,.

Les révélations de Beltracchi jettent un doute sur les intervenants du marché de l´art : 

« Dans la cave du plaisir de l´art, il a en quelque sorte enlevé les étiquettes des bouteilles et maintenant il oblige tous ceux qui ont la réputation d´experts et de jouisseurs sybarites à une dégustation à l´aveugle. »

— Citation de Burkhard Müller dans Merkur, mai 2015
En 2013, il affirme que le nombre de ses fausses œuvres est bien plus élevé que ce qu'il a déclaré jusqu'alors (pouvant s'élever à plusieurs centaines).
Depuis sa libération en janvier 2015, il s'est installé avec sa femme dans un hôtel particulier du vieux Montpellier et travaille comme artiste libre, peintre (vendant ses tableaux sous son propre nom), sculpteur et auteur, écrivain.
La télévision suisse et Beltracchi produisent ensemble le programme Le Maître des faussaires. En 2015 il est nommé pour le prix « Grimme » et l'EBU a couronné le programme comme meilleur format européen[pas clair].

### Tableaux au Japon
En février 2025, le musée d'Art de Kōchi admet, après une étude des pigments de l’œuvre, qu'une de ses peintures à l'huile attribuée à Heinrich Campendonk est un faux de Wolfgang Beltracchi. Le tableau avait été acheté pour 18 millions de yens à un marchand de Nagoya. Par ailleurs, le musée d'art moderne de Fukushima soupçonne qu'un de ses tableaux, œuvre de Jean Metzinger  est également un faux de Beltracchi. La peinture avait été acquise en 1999 auprès d'un marchand de la préfecture d'Osaka pour 67,2 millions de yens. Beltracchi, contacté par le journal Asahi shinbun s'est déclaré l'auteur des deux peintures.

## Expositions
- 2014 : Der Jahrhundertfälscher. Galerie Christine Brügger, Bern
- 2015 : Freiheit. art room9, München / Deutschland
- 2015 : Im Dunkel der Wälder. Kurt Mühlenhaupt Museum, Bergsdorf
- 2016 : Nabocov. Galerie Christine Brügger, Bern
- 2016 : Free Method Painting. art room9, temporär Basel (obgleich es auf der Seite der galerie art room 9 heißt, der Begriff „Free Method Painting“ sei „von Wolfgang Beltracchi und dem Galeristen Curtis Briggs (Galerie art room9) in Anlehnung an die Lehre der Schauspielkunst nach Lee Strasberg ‚Method Acting‘ kreiert worden“, wurde er im Wesentlichen tatsächlich bereits von dem Heidelberger Kunsthistoriker Henry Keazor 2014 verwendet, als er in einem Blogbeitrag vom 3. März 2014 in Bezug auf einen Vergleich Beltracchis mit einer Romanfigur Wolfgang Hildesheimers schrieb: „Auch in dieser Hinsicht weist Guiscard bemerkenswerte Parallelen zu Beltracchi auf, der dieses Sich-in-den-zu-fälschenden-Künstler-Hineinversetzen, dieses (wie man in Anlehnung an Lee Strasbergs berühmte Schauspieltechnik sagen möchte:) „Method Painting“ auch für sich reklamiert…“ – Keazor verwendete den Begriff „Method Painting“ erneut in Bezug auf Beltracchi in seinem 2015 erschienenen Buch „Täuschend echt“, S. 241; selbst die Performance Beltracchis anlässlich der Ausstellungseröffnung auf der Art Basel, wo er sich mittels Doubles als „Original“ zusammen mit „Kopien“ bzw. „Fälschungen“ präsentierte, hat ein konkretes Vorbild in zwei Filmbeiträgen des Journalisten Eberhard Reuß von 2015 und 2016 der Keazor vervielfältigte und „Original“ und „Kopien“ ebenfalls darüber streiten ließ, wer von ihnen das „Original“ sei – ganz im Sinne des von Beltracchi während der Performance getragenen T-Shirts „I am (not) the real Beltracchi“).
- 2017 : Ballets Russes, Galerie Lilian Andrée, Riehen
- 2018 : Kairos. Der richtige Moment, Biblioteca Nazionale Marciana, Venedig
- 2018/2019 : Kairos. Der richtige Moment, Barlach Halle K, Hamburg
- 2019 : Kairos. Der richtige Moment, Bank Austria-Kunstforum Wien, Wien
- 2019 : Bilder aus Kairos. Der richtige Moment, Schloss Esterházy Lockenhaus, Burgenland
- 2019 : Kairos. Der richtige Moment, mSE Kunsthalle, Unterammergau
- 2021 : The Greats – Salvator Mundi, Tonhalle Zürich
- 2023 : Galerie Christine Brügger, Bern, Beltracchi/Venzago, Die Wiederkehr des Salvator Mundi
- 2023 : Galerie Dutoit, Unterentfelden, Zusammen, aber nicht im Doppelpack.
- 2024 : Engel, Galerie Lilian Andrée, Riehen

## Publications
De Helene et Wolfgang Beltracchi :
- Autoportrait de faussaires, trad. de Céline Maurice, L'Arche éditeur  (ISBN 978-2851818812)
- Einschluss mit Engeln, Rowohlt Verlag, Reinbek, 2014  (ISBN 978-3-498-04498-5)
- Selbstporträt, Rowohlt Verlag, Reinbek, 2014  (ISBN 978-3-644-03941-4)
- The Return of Salvator Mundi, Verging Scheidegger & Spiess, Zürich
- Jeannette Fischer : Psychoanalytikerin trifft Helene und Wolfgang Beltracchi, Scheidegger & Spiess, Zürich 2022  (ISBN 978-3-03942-070-4).
- Du-Kulturmedien Ich, Beltracchi, R. Scheu, P. Sloterdijk, Daniel Kehlmann, V. Weidermann, H. Gumbrecht, Ch. W. Faber-Castell, M. Erlhoff, H. Bredekamp, hrsg. Oliver Prange.  (ISBN 978-3-905931-87-7).
- Éditions Beltracchi : Cervera, Éditions Villa Saint Clair, Sète 2003  (ISBN 2-908964-37-6)

### Émission radiophonique
- Fabrice Drouelle, « L'Affaire Beltracchi : Les Bonnie & Clyde de la peinture moderne », émission de 54 min [], sur France Inter, Affaires sensibles, 9 mai 2016 (consulté le 8 mars 2023).